# 河野海岸有料道路

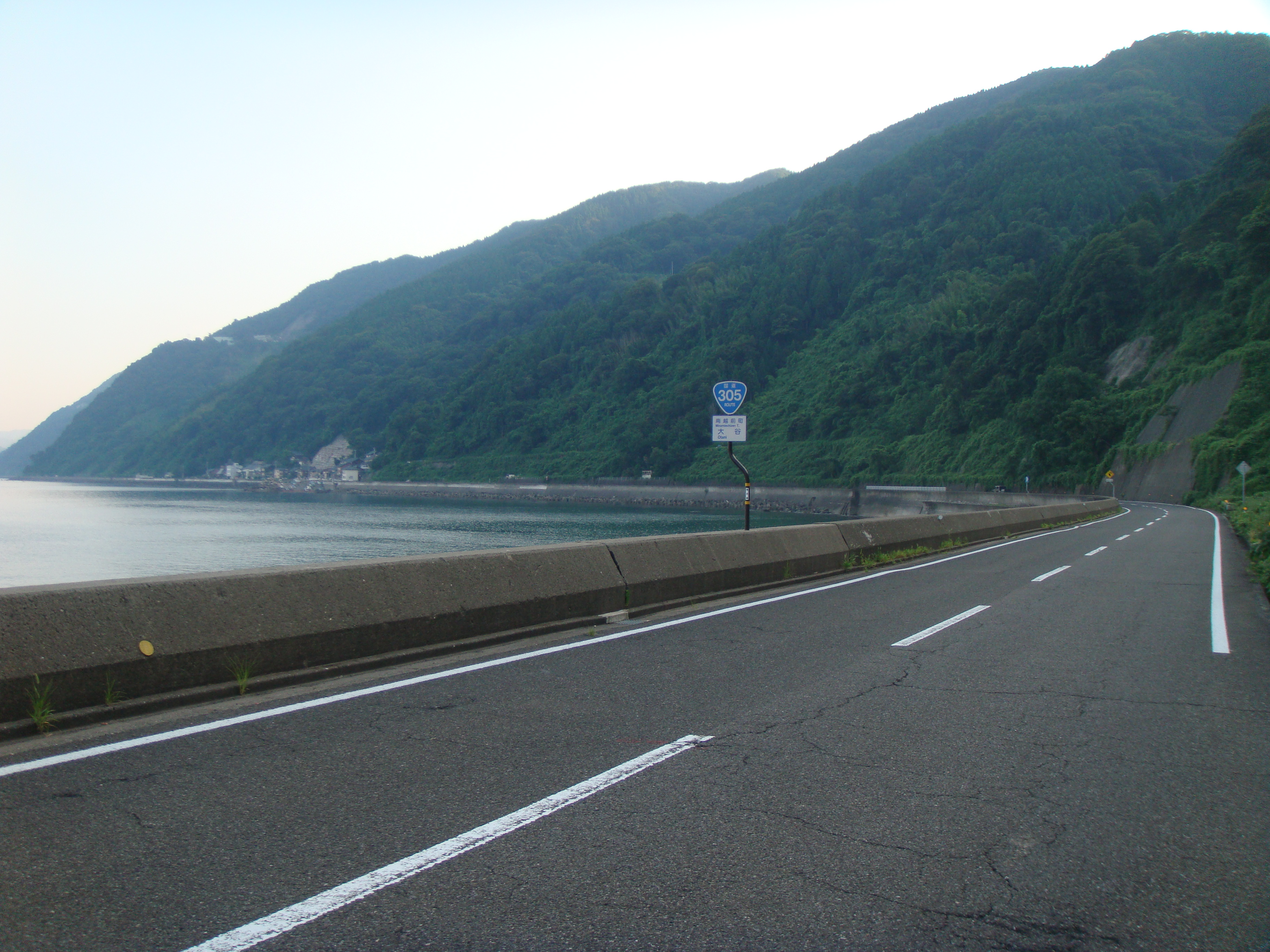
南越前町大谷から同町河野側を望む（2011年（平成23年）撮影）

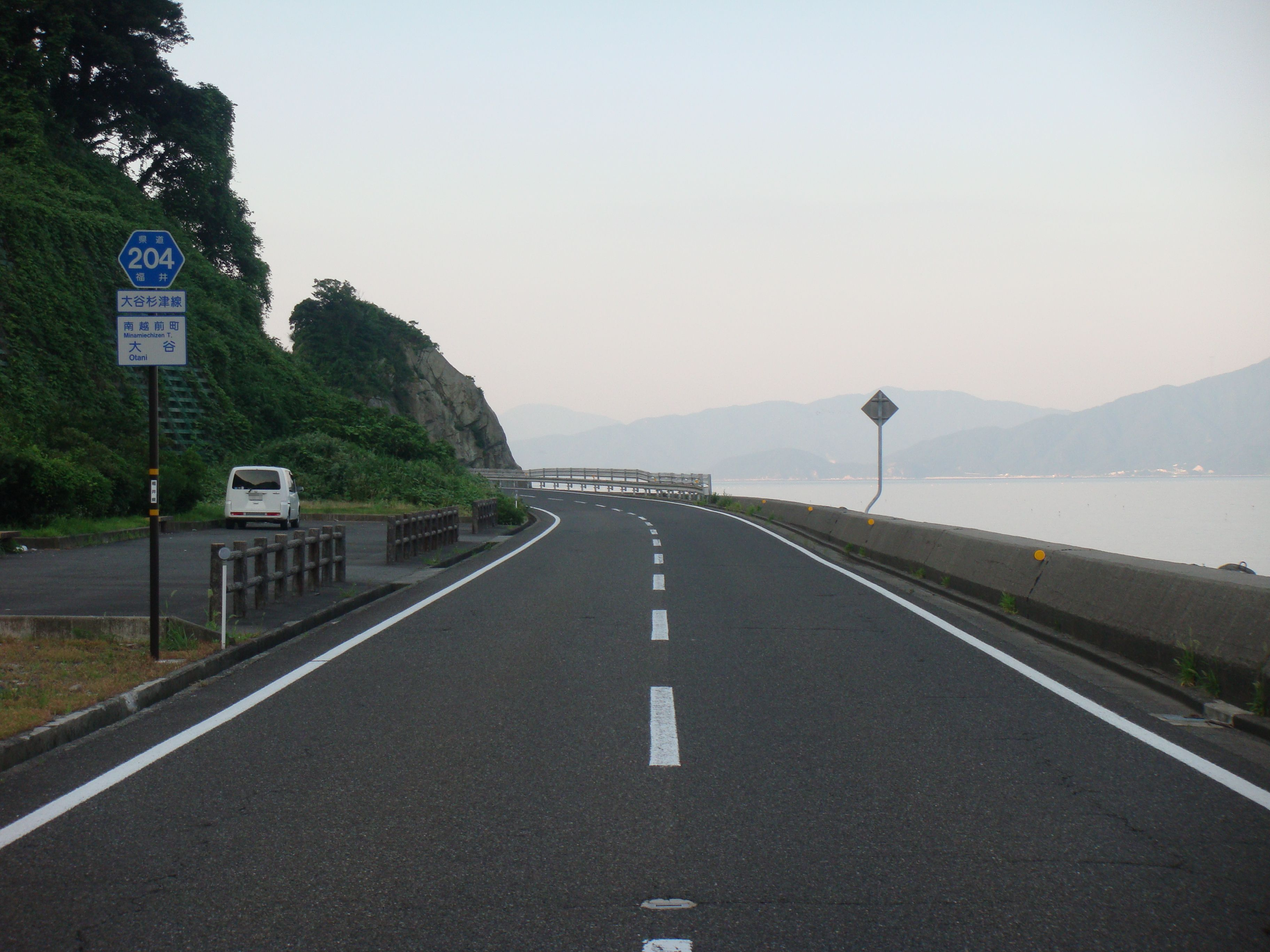
南越前町大谷から敦賀市元比田側を望む（2011年（平成23年）撮影）

河野海岸有料道路（こうのかいがんゆうりょうどうろ）は、福井県敦賀市大比田から同県南条郡南越前町河野に至る延長9.2 kmのかつての有料道路（一般有料道路）である。愛称は越前・河野しおかぜライン（えちぜん・こうのしおかぜライン）、無料化された現在は道路の通称としても使用される。路線名は、起点側3.3kmの福井県道204号大谷杉津線（新道）と、終点側5.9kmの国道305号（支線）とに分かれる。

## 概要
福井県嶺南地方、およびその先の近畿・中京方面と、越前海岸沿岸に散らばる景勝地との最短経路として、主に観光需要喚起のために事業化、1978年（昭和53年）に供用を開始した。本道路自体も越前加賀海岸国定公園に指定されている切り立った断崖が続く海岸線にほぼ沿っているが、湾曲部を海上橋、突出部をトンネルによって短絡している箇所もある。2車線で、福井県道路公社の管理下にあったが、2008年（平成20年）9月30日に無料開放された。高波で通行止めになることもしばしばある。

## 歴史
- 1978年（昭和53年）9月30日 - 全線開通に伴い供用開始[3][5]。
- 2004年（平成16年）10月 - 社会実験実施（利用料金を約半額に割引、同年12月まで）。
- 2006年（平成18年）11月1日 - 毎日19時 - 翌日8時の料金所無人化による夜間無料開放実施。
- 2008年（平成20年）
  - 9月29日 - 償還期限、同日19時をもって料金所閉鎖。
  - 9月30日 - 福井県に移管、無料開放[4]。
- 2022年（令和4年）8月 - 土砂崩れが発生し通行止め、同年8月26日に通行止めを解除（解除後も一部で片側の交互通行を実施）[1][2]。

## 接続道路
- 福井県道204号大谷杉津線現道（敦賀市大比田、起点）
- 国道305号現道（南越前町河野、終点）[1][2]

起点側は県道大谷杉津線現道（敦賀市街方面）に直結、その先国道8号（大比田交差点=旧敦賀道路料金所跡付近）に接続している。

## 交通量
- 2006年度
  - 普通自動車 : 149,034台
  - 大型車 : 4,503台
  - 自動二輪車、軽車両等 : 931台
  - 料金収入 : 130,884,412円
  - 管理業務費 : 100,905,607円